# Ligopsá
Ligopsá (Ligopsa) är en ort i Grekland.   Den ligger i prefekturen Nomós Ioannínon och regionen Epirus, i den nordvästra delen av landet, 300 km nordväst om huvudstaden Aten. Ligopsá ligger 645 meter över havet och antalet invånare är 130.
Terrängen runt Ligopsá är huvudsakligen kuperad, men österut är den bergig. Runt Ligopsá är det ganska tätbefolkat, med 52 invånare per kvadratkilometer. Närmaste större samhälle är Eleoúsa, 15,7 km sydost om Ligopsá. Trakten runt Ligopsá består till största delen av jordbruksmark.